# Françoise Duparc
Françoise Duparc (n. 15 octombrie 1726, Murcia, Regiunea Murcia, Spania – d. 11 octombrie 1778, Marsilia, Franța) a fost o pictoriță în stil baroc de origine spaniolă, care a trăit mai târziu în Franța.

## Viața
Françoise Duparc s-a născut în Murcia, unde tatăl ei, Antoine Duparc, un sculptor francez din Marsilia, s-a stabilit și s-a căsătorit cu o spaniolă locală. Familia s-a întors la Marsilia în 1730, iar Françoise a fost inițiată în pictură de către tatăl ei și a făcut ucenicia în atelierul lui Jean-Baptiste van Loo⁠(d) din Aix-en-Provence între 1742 și 1745.

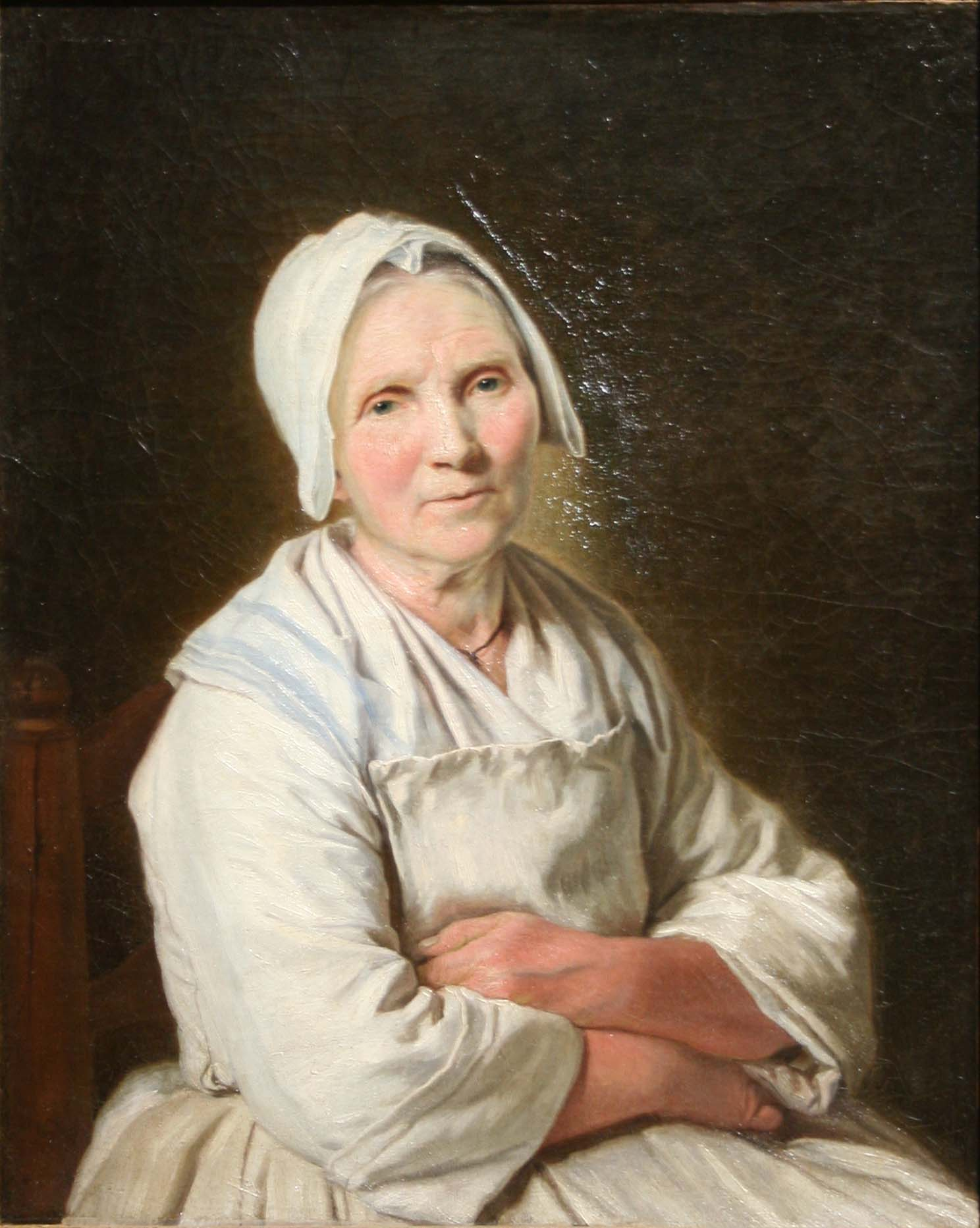
Bătrână șezând de Françoise Duparc, Muzeul de arte frumoase din Marsilia

Este destul de dificil să urmezi traseul lui Duparc, deoarece a lucrat în diferite orașe europene: Paris și Londra, unde a participat la două expoziții în 1763 și 1766, și Wrocław unde a petrecut timp cu una dintre surorile ei, Claire.

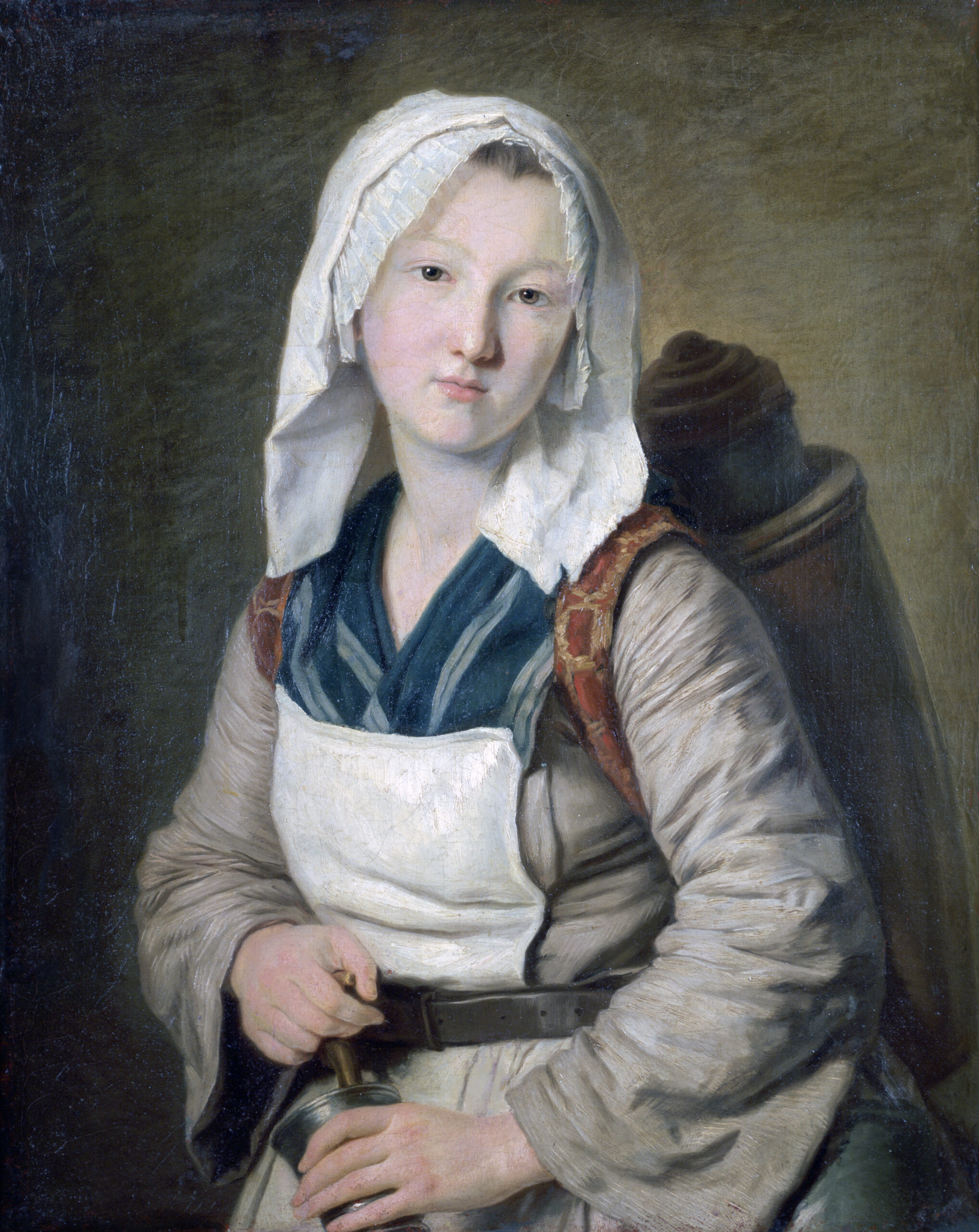
Tabloul lui Duparc intitulat Vânzătoarea de ceaiuri din plante, Muzeul de arte frumoase din Marsilia.

S-a întors la Marsilia în 1771, unde s-a alăturat Academiei de Pictură și Sculptură în 1776. A murit la scurt timp după 2 octombrie 1778. Inventarul proprietății ei a raportat patruzeci și unu de picturi care nu au fost găsite, cu excepția celor patru picturi lăsate moștenire de artistă orașului Marsilia, care se află în prezent în Muzeul de arte frumoase din Marsilia. Aceste tablouri al căror stil preia realismul umil al fraților Le Nain sunt: Femeie cu carte, Negustor de ceai, Bătrână și bărbat.
Lucrările lui Duparc se remarcă prin simplitatea lor. De obicei, a descris scene în toată sinceritatea lor, dezbrăcând orice înfrumusețare. A pictat în mare parte scene din viața de zi cu zi, oameni obișnuiți pe străzi și în casele lor. Lucrările sale au fost influențate de stilul neerlandez.
Françoise Duparc este membră a Academiei de Pictură și Sculptură din Marsilia, iar orașul a dat numele ei unei străzi: Rue Francoise Duparc.

## Lectură suplimentară

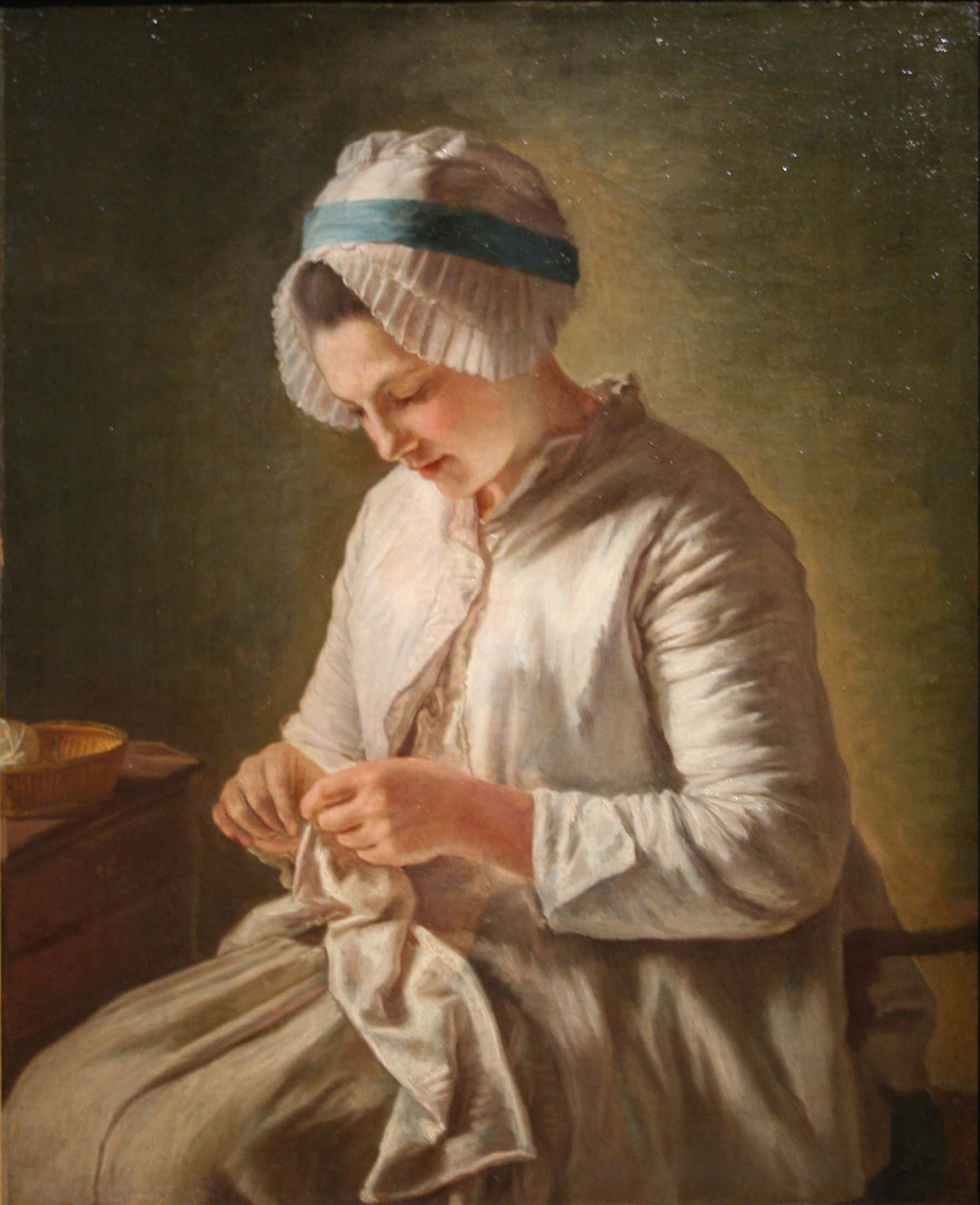
Unul dintre tablourile lăsate moștenire de Duparc Marsiliei.